# Kleiner Plunzsee
Der Kleine Plunzsee ist ein rund 3,8 Hektar großes Gewässer auf der Gemarkung der Stadt Angermünde im Landkreis Uckermark im Land Brandenburg.
Der See liegt westlich des Stadtzentrums und dort südlich des Ortsteils Zuchenberg im Waldgebiet
Grumsiner Forst/Redernswalde. Südöstlich befindet sich der weitere Ortsteil Schmargendorf, südwestlich Luisenfelde, ein Wohnplatz der Gemeinde Ziethen. Am nördlichen Ufer befindet sich mit dem Fennbruchgraben ein Zufluss; am südlichen Ufer besteht eine Verbindung zum südlich gelegenen Großen Plunzsee.
Der See wird für den Angelsport und die Berufsfischerei genutzt.
Erstmals schriftlich erwähnt wurde der See im Jahr 1589 als „der kleine Pluntz“. Der Name ist altpolabischen Ursprungs. Er leitet sich wahrscheinlich vom Wort *plon für „eben, flach; unfruchtbar“ ab.